# Адла, Зденек
Зденек Адла (чеш. Zdeněk Adla; 1 июня 1910, Зариби (ныне района Прага-восток,Среднечешского края Чехии) — 29 августа 1990, Прага) — чешский писатель, журналист, художник, книжный график и иллюстратор. Автор книг для детей.

## Биография
В 1928 году поступил в Центральную школу графики, которую не окончил. В 1929 году начал работать в Коммунистическом союзе молодежи Чехословакии, сначала в качестве секретаря одного из районов Праги, а с 1931 года до его роспуска — в качестве агитатора в Центральном Секретариате.
В конце 1930-х годов работал в качестве книжного графика для Коммунистической партии Чехословакии. Разрабатывал плакаты для КПЧ, художественные конверты и другое. Проиллюстрировал сборник молодых чехословацких авторов (Илья Барт, Ян Долина).
В 1934 году работал чертежником в торговом рекламном отделе. В 1939 году был арестован.
В 1945 году — за коммунистическую деятельность заключëн в концлагерь Дахау, затем — в Бухенвальд (где он участвовал в деятельности самодеятельной группы La Boheme). После освобождения некоторое время работал в Секретариате ЦК КПЧ, основал журнал «Hlas osvobozených» («Голос освобожденных») (1945). С июня 1945 года — редактор и главный редактор (1948) журнала «Svět sovětů» («Советский мир»).
В 1952—1955 — корреспондент Чехословацкого телеграфного агентства в Москве. В 1957—1960 годах — заместитель главного редактора журнала «Květ» («Цвет»), в 1962—1970 — шеф-редактор журнала «Mateřídouška». В 1967—1969 гг. также редактировал журнал «Sluníčko» («Солнышко»), сотрудничал с детскими изданиями.
С 1971 года — на литературной работе.
Писал литературные произведения для детей и юношества.
Он был мужем писательницы Веры Адловой.

## Избранная библиография
- Cirkus (1937, под псевдонимом Зденек Длухи);
- Kouzelná skříňka (1960);
- Krásná a slavná (1961);
- To neznáte Jiřinu (1962);
- První výlet (1962, со своими иллюстрациями);
- Péťa, Ašot a Nina, tvoji kamarádi ze Sovětského svazu (1963, со своими иллюстрациями);
- Šedesát kapek (1964, со своими иллюстрациями);
- Trpaslík Čičorka a Pepík Herkules (1964);
- Zvířátka (1965, со своими иллюстрациями);
- Kleopatra v kytaře (1967);
- Pejskovy pohádky (1969);
- Kuchař a moucha čili Jak vznikají války (1969, со своими иллюстрациями);
- Tomášek a trpaslík Ondřej (1969);
- 100 kapek (1971);
- Jak šel žiraf k moři (1971, со своими иллюстрациями);
- O zmrzlém králi, Pan král chce buchty (1972, со своими иллюстрациями);
- Hvězdy nad Samotou (1974);
- Vyprávění o veliké zemi (1974);
- Kouzelníkova zahrada (1976);
- Koukej, bráško! (1976, со своими иллюстрациями);
- Vlče (1979);
- Je to světový, táto! (1980);
- Obrázky z českých dějin a pověstí (1980);
- Hurá za Bardem! (1982);
- V mrazech jabloně nekvetou (1982);
- Traládští kouzelníci (1984);
- Můj prolhaný kůň (1985);
- Neklidné jaro (1985) и др.

Кроме того, подготовил, редактировал и издал:
- Здравствуй, Париж (иллюстрированный сборник, 1933),
- И. В. Сталин (альбом, 1949),
- В. И. Ленин (альбом, 1949);
- Календарь журнала «Советский мир» 1951 (1950);
- Советская карикатура в борьбе за мир (иллюстрированный сборник, 1952);
- учебник для 5 класса девятилетней начальной школы (1963);
- учебник для 4 класса девятилетней начальной школы (1973);
- На вечные времена (иллюстрированный сборник к 40-летию освобождения Чехословакии, 1985) и др.